# Laguna Suches (sjö i Bolivia och Peru)
Laguna Suches är en sjö i Bolivia, på gränsen till Peru. Den ligger i den nordvästra delen av landet, 600 km nordväst om huvudstaden Sucre. Laguna Suches ligger 4 894 meter över havet. Arean är 14,2 kvadratkilometer.
Trakten runt Laguna Suches består i huvudsak av gräsmarker. Trakten runt Laguna Suches är nära nog obefolkad, med mindre än två invånare per kvadratkilometer.